# TEAD3
TEAD3‏ (TEA domain transcription factor 3) هوَ بروتين يُشَفر بواسطة جين TEAD3 في الإنسان.